# Alex Coughlin
Alex Coughlin (né le 3 décembre 1993 à New York, dans l'État de New York) est un ancien catcheur (lutteur professionnel) américain, qui a notamment travaillé pour la New Japan Pro Wrestling.

## Carrière de catcheur

### Débuts de carrière (2018)
Coughlin suite ses premiers cours de catch dans sa région natale, coaché par l'ancien catcheur WWE Bull Dempsey.
Il effectue son premier combat professionnel le 28 avril 2018, pour la promotion New York Wrestling Connection.

### New Japan Pro Wrestling (2018–2024)

#### Young Lion (2018–2020)
A l'ouverture du nouveau L.A. Dojo de NJPW, il intègre la première classe aux côtés de Karl Fredericks et Clark Connors. Coaché par Katsuyori Shibata, il participe à la Young Lion Cup 2019.
Le 30 janvier 2020, il perd contre Satoshi Kojima.

#### The Android (2021–2023)
Lors de Multiverse United, lui, Callihan, Fred Rosser et PCO battent Eddie Edwards, Joe Hendry et Team Filthy (JR Kratos et Tom Lawlor).

#### Bullet Club (2023-2024)
Lors de Dominion 6.4 In Osaka-Jo Hall, il fait son retour aux côtés de Gabe Kidd en tant que nouveaux membres du Bullet Club en attaquant Bishamon (Hirooki Goto et Yoshi-Hashi) après que ces derniers est remporté les IWGP Tag Team Championship et les Strong Openweight Tag Team Championship. Ils accompagnent ensuite le leader du Bullet Club, David Finlay, lors de la défense du NEVER Openweight Championship de ce dernier contre El Phantasmo. Lors de STRONG Independence Day - Tag 1, ils remportent les Strong Openweight Tag Team Championship en battant Bishamon. Le lendemain, ils perdent contre Bishamon et ne remportent pas les IWGP Tag Team Championship.
Lors de Destruction In Ryogoku 2023, ils perdent les titres contre Guerrillas of Destiny (El Phantasmo et Hikuleo).
Lors de Battle In The Valley 2024, Clark Connors et lui perdent contre Guerrillas of Destiny (El Phantasmo et Hikuleo) et ne remportent pas les Strong Openweight Tag Team Championship.
Le 11 février 2024, lors de The New Beginning in Osaka, Coughlin participe, avec les autres War Dogs du Bullet Club, à un combat spécial contre le clan United Empire. Le match, un 5 contre 5 en cage, est le dernier de la carrière de Coughlin.
Le 23 mars, il annonce sa retraite du monde du catch, sans invoquer le problème médical qui en serait à l'origine.

### Ring Of Honor (2019, 2023)
Le 1er juin, il perd contre Katsuyori Shibata et ne remporte pas le ROH Pure Championship.

## Palmarès
- New Japan Pro Wrestling
  - 1 fois Strong Openweight Tag Team Championship avec Gabe Kidd